# Karl von Le Suire
Karl Hans Maximilian von Le Suire, né le 8 novembre 1898 à Unterwössen en Haute Bavière et mort le 18 juin 1954 dans un camp de prisonniers de guerre près de Stalingrad, est un General der Gebirgstruppe (général des troupes de montagne) allemand qui a servi au sein de l'armée de terre allemande pendant la Seconde Guerre mondiale. Il dirigeait les troupes qui ont participé au massacre de Kalávryta en Grèce en novembre 1943.

## Biographie

### Rôle dans le massacre de Kalávryta
En novembre 1943, la 117. Jäger-Division commence une mission nommée Unternehmen Kalavryta (Opération Kalávryta (en)), avec l'intention d'encercler les partisans grecs dans la région montagneuse autour de Kalávryta. Au cours des opérations, des soldats allemands ont été tués et 77 d'entre eux, qui ont été faits prisonniers, ont été exécutés par les partisans grecs. Le 10 décembre 1943, Karl von Le Suire signe l'ordre de la division allemande de « niveler les emplacements Mazeika et Kalávryta » (die Orte und Mazeika Kalawrita dem Erdboden machen zu gleich).
Au total, plus de 1 200 civils ont été tués au cours des opérations de représailles. Environ 1 000 maisons ont été pillées et brûlées et plus de 2 000 moutons et d'autres grands animaux domestiques ont été saisis par les Allemands. L'événement est connu sous le nom massacre de Kalávryta.

### Fin de la guerre
Karl von Le Suire est capturé par les troupes soviétiques en mai 1945 dans le protectorat de Bohême-Moravie. Il meurt en captivité soviétique le 18 juin 1954 dans un camp de prisonniers de guerre près de Stalingrad.

## Promotions
| Fahnenjunker-Unteroffizier | 1er octobre 1917  |
| Fähnrich                   | 21 décembre 1917  |
| Leutnant                   | 30 mars 1918      |
| Oberleutnant               | 31 juillet 1925   |
| Hauptmann                  | 1er mai 1933      |
| Major                      | 1er octobre 1936  |
| Oberstleutnant             | 11 avril 1939     |
| Oberst                     | 1er décembre 1941 |
| Generalmajor               | 30 avril 1943     |
| Generalleutnant            | 1er janvier 1944  |
| General der Gebirgstruppe  | 1er octobre 1944  |

## Décorations
- Croix de fer (1914)
  - 2e Classe (28 mars 1918)
  - 1re Classe (19 décembre 1921)
  - Cette décoration est attribuée pour récompenser un acte d'une extrême bravoure sur le champ de bataille ou un commandement militaire accompli avec succès.
- Insigne des blessés (1914)
  - en Noir (28 octobre 1918)
- Croix d'honneur (29 décembre 1934)
- Médaille de l'Anschluss
- Médaille des Sudètes (11 janvier 1940)
- Agrafe de la Croix de fer (1939)
  - 2e Classe (13 septembre 1939)
  - 1re Classe (13 septembre 1939)
- Médaille du Front de l'Est (1 May 1942)
- Plaque de bras Kouban (1er octobre 1944)
- Ordre de la Croix de la Liberté 1re Classe avec glaives (26 octobre 1941)
- Croix allemande en Or (25 avril 1942)
- Croix de chevalier de la Croix de fer
  - Croix de chevalier le 26 novembre 1944 en tant que General der Gebirgstruppe et commandant du XXXXIX. Gebirgskorps[1]
- Mentionné dans le bulletin radiophonique Wehrmachtbericht (17 octobre 1944)